# 2023年泛美运动会花样游泳比赛
2023年泛美运动会花样游泳比赛是2023年泛美运动会的其中一个比赛项目，于2023年10月31日至11月3日在智利圣地亚哥国家体育公园水上中心进行。比赛共设两个小项，分别是女子双人和团体两个小项，共有来自12个代表团的80名运动员参加该大项。此次比赛同时也是2024年巴黎奥运花样游泳项目的美洲区资格赛，共计提供一个团体席位和两个双人席位（含因获得团体席位而自动获得的双人席位）。

## 赛程
以下是花样游泳项目的具体赛程安排：
| 日期     | 时间  | 项目             |
| -------- | ----- | ---------------- |
| 10月31日 | 13:00 | 女子双人技术自选 |
| 10月31日 | 21:00 | 团体技术自选     |
| 11月2日  | 13:00 | 女子双人自由自选 |
| 11月2日  | 21:00 | 团体自由自选     |
| 11月3日  | 14:00 | 团体技巧自选     |

## 参赛代表团
共有12个代表团获得花样游泳项目的资格。
- 阿根廷（2）
- 阿鲁巴（2）
- 巴西（9）
- 加拿大（9）
- 智利（9）
- 哥伦比亚（9）
- 哥斯达黎加（2）
- 古巴（9）
- 萨尔瓦多（9）
- 墨西哥（9）
- 美国（9）
- 乌拉圭（2）

## 奖牌榜
| 排名                     | 国家 / 地区              | 金牌 | 銀牌 | 銅牌 | 总计 |
| ------------------------ | ------------------------ | ---- | ---- | ---- | ---- |
| 1                        | 墨西哥                   | 2    | 0    | 0    | 2    |
| 2                        | 美国                     | 0    | 2    | 0    | 2    |
| 3                        | 巴西                     | 0    | 0    | 1    | 1    |
| 3                        | 加拿大                   | 0    | 0    | 1    | 1    |
| 总计（共4个国家 / 地区） | 总计（共4个国家 / 地区） | 2    | 2    | 2    | 6    |

## 奖牌得主
| 项目 | 金牌 | 银牌 | 铜牌 |
| 双人 | 墨西哥（MEX） · Nuria Diosdado · Joana Jiménez | 美国（USA） · 惠·菲尔德 · 露比·雷马蒂 | 巴西（BRA） · Laura Miccuci · Gabriela Regly |
| 团体 | 墨西哥（MEX） · Regina Alferez · Marla Arellano · Nuria Diosdado · Daniela Estrada · Itzamary González · Luisa Jailib · Joana Jiménez · Jessica Sobrino · Pamela Toscano | 美国（USA） · 阿妮塔·阿尔瓦雷斯 · 热姆·恰尔科夫斯基 · 惠·菲尔德 · 奥德丽·权 · 刘嫣然 · 杰克琳·刘 · 比尔·梅 · 丹妮拉·拉米雷斯 · 露比·雷马蒂 | 加拿大（CAN） · Sydney Carroll · Scarlett Finn · Audrey Lamothe · Jonnie Newman · Raphaelle Plante · Kenzie Priddell · Claire Scheffel · Florence Tremblay · Olena Verbinska |